# Сухішвілі Володимир Павлович
Володимир (Леван) Павлович Сухішвілі (груз. ლევან სუხიშვილი; 1888, село Мамкода Тифліської губернії, тепер Грузія — розстріляний 13 липня 1937, місто Тбілісі, тепер Грузія) — грузинський радянський державний та політичний діяч, 2-й секретар ЦК КП(б) Грузії, голова Ради народних комісарів Грузинської РСР.

## Життєпис
Член РСДРП з 1904 року.
1919 року обіймав посаду секретаря Тифліського комітету РКП(б).
З лютого 1923 до лютого 1928 року — голова Тифліської міської ради.
З 29 вересня 1928 до 28 травня 1930 року — секретар ЦК КП(б) Грузії. У 1928–1931 роках був членом Президії бюро ЦК КП(б) Грузії. До 1930 року — відповідальний секретар Тифліського окружного комітету КП(б) Грузії.
Обіймав посади 3-го секретаря (6 червня — 20 листопада 1930), 2-го секретаря (20 листопада 1930 — 12 вересня 1931) ЦК КП(б) Грузії.
З січня до 17 вересня 1931 року — голова Ради народних комісарів Грузинської РСР.
До травня 1937 року працював у Відділі державного страхування Грузинської РСР.
6 травня 1937 року був заарештований органами НКВС. Розстріляний 13 липня 1937 року. Посмертно реабілітований.